# Waterstofvoertuig

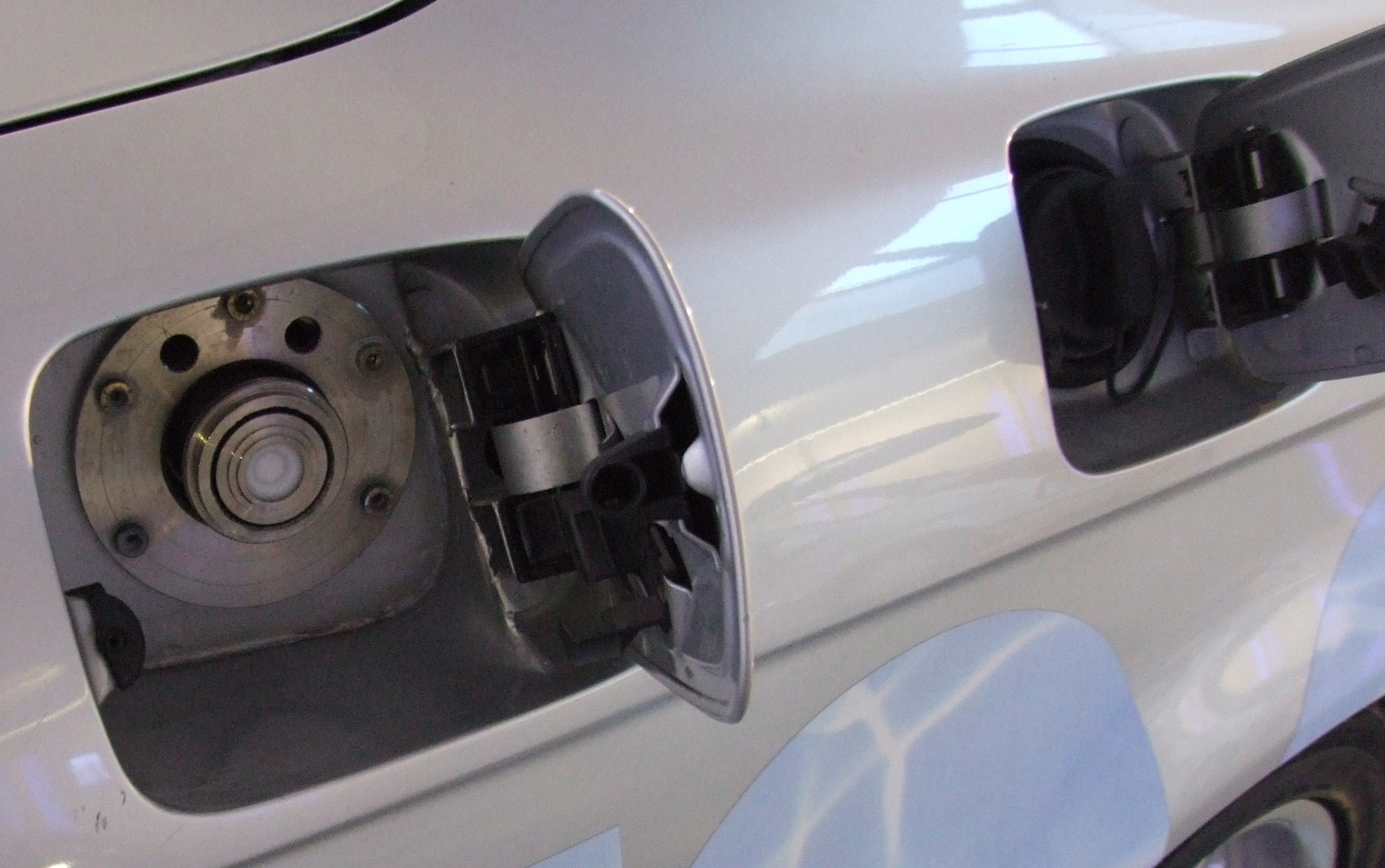
Vulopening voor waterstof van een BMW in het Museum Autovision in Altlußheim (Duitsland)

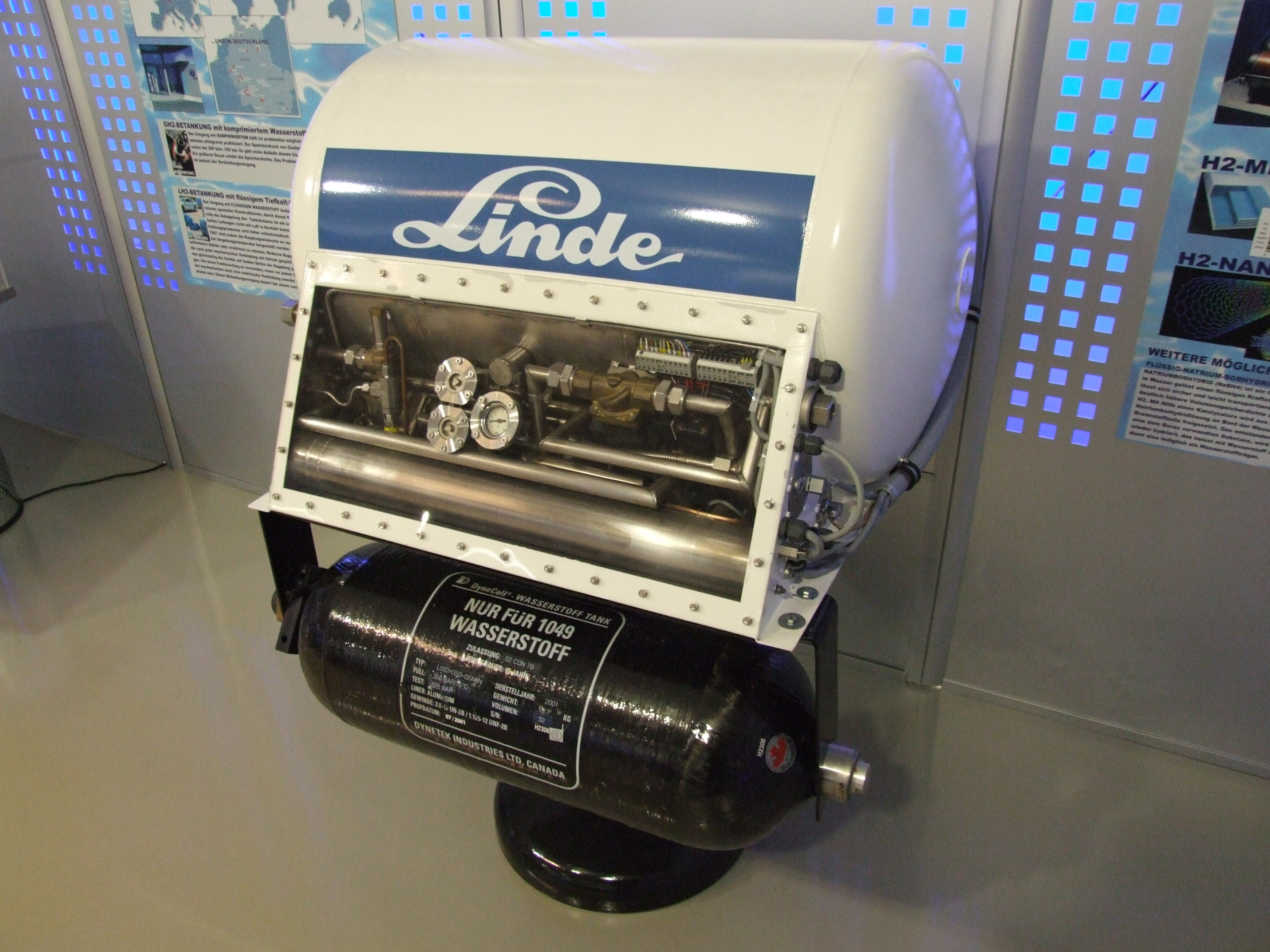
Tank voor vloeibare waterstof van Linde in het Museum Autovision in Altlußheim

Een waterstofvoertuig is een elektrisch voertuig dat waterstof (H2) gebruikt als energiedrager in plaats van (of in combinatie met) een batterij.

## Brandstofcel
Eén manier is door de waterstof in een brandstofcel met zuurstof (O2) uit de lucht om te zetten in water (H2O) waarbij elektriciteit geproduceerd wordt, die de elektromotor aandrijft. De enige restproducten zijn waterdamp en warmte. Er ontstaat geen koolstofdioxide (CO2) waardoor het een nulemissievoertuig is. Hoewel het voertuig geen CO2 uitstoot ontstaat er bij het maken van waterstof wel CO2 als waterstof gemaakt wordt met stoomreforming. Indien waterstof gemaakt wordt uit elektrolyse met groene stroom, komt daarbij geheel geen CO2 vrij.

## Verbrandingsmotor
Een ander type waterstofvoertuig heeft een verbrandingsmotor, die in plaats van benzine of diesel waterstof gebruikt als brandstof. Een voorbeeld hiervan is de BMW Hydrogen 7. Behalve een (nog) iets lager rendement ontstaat er water dat verontreinigd is met smeerolie van de cilinders en NOx. Dit lemma behandelt dit type niet.

## Productie van waterstof
Waterstof is een gas dat niet, zoals aardgas, uit de grond gehaald kan worden. Het moet, net als alle andere elektrisch opgeslagen energie, geproduceerd worden. Dit gebeurt door elektrolyse, waarbij water omgezet wordt in waterstof en zuurstof door toediening van elektriciteit. Dat is het omgekeerde van de reactie die in een brandstofcel plaatsvindt. De reactie is {\displaystyle {\ce {2H2O -> O2 + 2 H2}}}.
De elektriciteit kan lokaal geproduceerd worden, bijvoorbeeld met behulp van zonnepanelen op het complex waar ook de waterstoffabriek en waterstoftankstations voor waterstofvoertuigen staan. Die zonnepanelen leveren, vooral in de winter, onvoldoende elektriciteit, dus toevoer elektriciteit van buitenaf blijft noodzakelijk. Plannen voor de bouw van een complex bij Emmen zijn uitgevoerd. In juni 2022 opende Shell haar eerste openbare waterstofvulpunt voor het vrachtverkeer in Nederland op de energiehub GZI Next in Emmen.
Waterstof kan ook worden geproduceerd uit fossiele brandstof, bijvoorbeeld aardgas. Methaan (CH4) wordt in dit geval via reforming omgezet in H2 en CO2. De CO2 kan –in theorie– worden afgescheiden en ondergronds in bijvoorbeeld een leeg aardgasveld worden opgeslagen. In dat geval draagt de inzet van aardgas niet of heel weinig bij aan de uitstoot van CO2 naar de atmosfeer.
Waterstof kan ook uit biomassa worden gemaakt. Wanneer ook bij dit proces de vrijkomende CO2 wordt afgescheiden en ondergronds opgeslagen, is het zelfs mogelijk om tot negatieve emissie van CO2 te komen: het halen van CO2 uit de atmosfeer en het vastleggen van deze CO2 op aarde.

## Voordelen
Het voordeel van waterstofvoertuigen is dat er ter plaatse geen luchtverontreiniging ontstaat. Bij de verbranding van waterstofgas ontstaat uitsluitend waterdamp. In tegenstelling tot fossiele brandstoffen komen er bij de verbranding van waterstof geen koolmonoxide of fijnstof vrij. Indien de waterstof is geproduceerd met elektriciteit die is opgewekt door verbranding van fossiele brandstoffen is echter wel sprake van luchtvervuiling bij de energiecentrale, tenzij deze vervuilende stoffen (waaronder CO2) worden afgevangen en opgeslagen. Indien de waterstof is geproduceerd met groene elektriciteit, is geen sprake van luchtverontreiniging en in dat geval wordt er ook geen CO2, een belangrijk broeikasgas, geproduceerd.
Waterstof heeft als tweede voordeel dat er altijd nieuwe waterstof gemaakt kan worden uit water, echter met behulp van energie. De voorraad fossiele brandstoffen is eindig en waterstof is een alternatief om de benodigde energie op te slaan en in te zetten.
Het derde voordeel is, bij gebruik van brandstofcellen, de stille aandrijving, door het ontbreken van mechanische delen in de brandstofcel, die waterstof omzet in elektrische energie. Het enige geluid komt dan nog van de elektromotoren, die stiller zijn dan verbrandingsmotoren. Hierdoor zou geluidsoverlast als gevolg van verkeersdrukte aanzienlijk afnemen. Aan de andere kant heeft verkeerslawaai ook een nuttige functie, namelijk het waarschuwen van andere verkeersdeelnemers voor een (aankomend) gevaar. In stedelijke omgevingen, waar veel zwakke verkeersdeelnemers als fietsers en voetgangers zijn, kunnen te stille voertuigen gevaarlijke situaties opleveren, doordat deze weggebruikers een met een elektromotor aangedreven voertuig niet horen aankomen.

## Nadelen
Waterstof is een gas met een zeer lage energiedichtheid, waardoor het opslaan van een kleine hoeveelheid waterstof al een enorme waterstoftank zou vragen en daarvoor is in een auto geen plaats. Met de stand van de techniek van 2011 passen met koolstofvezel versterkte waterstoftanks alleen in grotere auto's (SUV's). De Hyundai ix35 FCEV is een SUV met een waterstoftank van 5,6 kg met een druk van 70 MPa waarmee het 600 km kan rijden. 
Tankstations hebben hetzelfde probleem, ze moeten heel groot zijn. Ook het vervoer van de centrale opslagplaats naar deze tankstations vormt een probleem: vrachtautotanks kunnen niet veel groter worden en dus zullen de tankwagens vaker moeten rijden. Maar waterstof kan ook ter plaatse van het tankstation geproduceerd worden uit aardgas of groengas door middel van stoomreforming, of via een gasleiding worden getransporteerd.
Wanneer waterstof wordt vermengd met zuurstof ontstaat een explosief mengsel. Echter, doordat waterstof zo'n licht gas is, wordt zelden de explosiegrens bereikt (volumepercentage waarbij het mengsel ontbranden kan). Dit nadeel is dan ook eigenlijk te verwaarlozen: benzine en LPG zijn ook licht ontvlambaar. Dit laatste probleem zou opgelost kunnen worden door het waterstofgas met behulp van CO2 uit de atmosfeer om te zetten in mierenzuur (HCOOH). Mierenzuur is vloeibaar bij kamertemperatuur en niet ontvlambaar. Met een katalysator van ijzer zou het mierenzuur in het voertuig weer omgezet kunnen worden in CO2 en H2. De enige koolstofdioxide die bij dit proces vrijkomt is de CO2 die gebruikt werd om het waterstofgas om te zetten naar de tussenbrandstof (mierenzuur).
Waterstoftechnologie haalt een efficiëntie van ongeveer 30 procent en voor een batterij-elektrisch voertuig is dat 70 procent. Om een voertuig op waterstof te laten rijden zijn meer energetische omzettingen nodig dan bij een batterijvoertuig en daarmee dus ook hogere verliezen. Eerst moet water door middel van elektrolyse omgezet worden in waterstof, wat circa 30% verlies geeft. Daarna moet het waterstofgas onder hoge druk gebracht worden. Vervolgens moet de waterstof met een brandstofcel weer omgezet worden tot elektriciteit wat nog eens 50% verlies oplevert. Het opladen en ontladen van de accu van een batterijvoertuig levert slechts een verlies op van 10%. Een waterstofvoertuig heeft daardoor een elektriciteitsverbruik dat vijf keer zo hoog is als van een batterijvoertuig. Waterstof zal dan ook alleen een oplossing kunnen worden voor transport waar de zware accu's een te groot probleem zijn zoals vliegtuigen of vrachtwagens.

## Kritiek
De nadelen leidden ook tot kritiek op de door sommigen voorziene invoering van waterstofvoertuigen op middellange termijn (voor 2050). Er is de komende decennia te weinig productie van groene waterstof voorzien. De wel beschikbare groene waterstof zal naar verwachting niet gewenst zijn gebruikt te worden in voertuigen waar uitstootvrije of koolstofarme energiebronnen mogelijk zijn, omdat die nodig is voor industriële productieprocessen en toepassingen zonder koolstofarm alternatief.

## Oplossingen
Als oplossing voor de omvang van de tanks worden genoemd:
- Het comprimeren (samenpersen) van de waterstof. Wetenschappers zijn druk bezig hiervoor een veilige en betaalbare methode te ontwikkelen.
- De opslag van waterstof in minuscule bolletjes, waarmee het met een veel grotere dichtheid kan worden opgeslagen. Tevens zou deze opslagmethode veiliger zijn.
- Het gebruik van een metaal, het metaal vormt een kristalrooster waar het waterstof tussen zou kunnen gaan zitten. Op deze manier worden metaalhydriden gevormd zoals bijvoorbeeld lithiumaluminiumhydride. Ook dit is nog in ontwikkeling.

Dit illustreert gelijktijdig een van de grootste problemen bij het opslaan van gecomprimeerde waterstof in (goedkope) stalen tanks; het diffundeert in de tankwand en vormt gasbellen samen met de koolstof uit de chroomcarbiden.
Grootschalige opslag van waterstof is wellicht mogelijk in holtes (cavernes) in zoutlagen. Bij grootschalig gebruik van zonne-energie om waterstof te maken zal deze vorm van energieopslag waarschijnlijk nodig zijn, ter overbrugging van het zomer-winterregime dat het aanbod van zonne-energie kenmerkt.

## Voertuigtypes

### Personenauto's

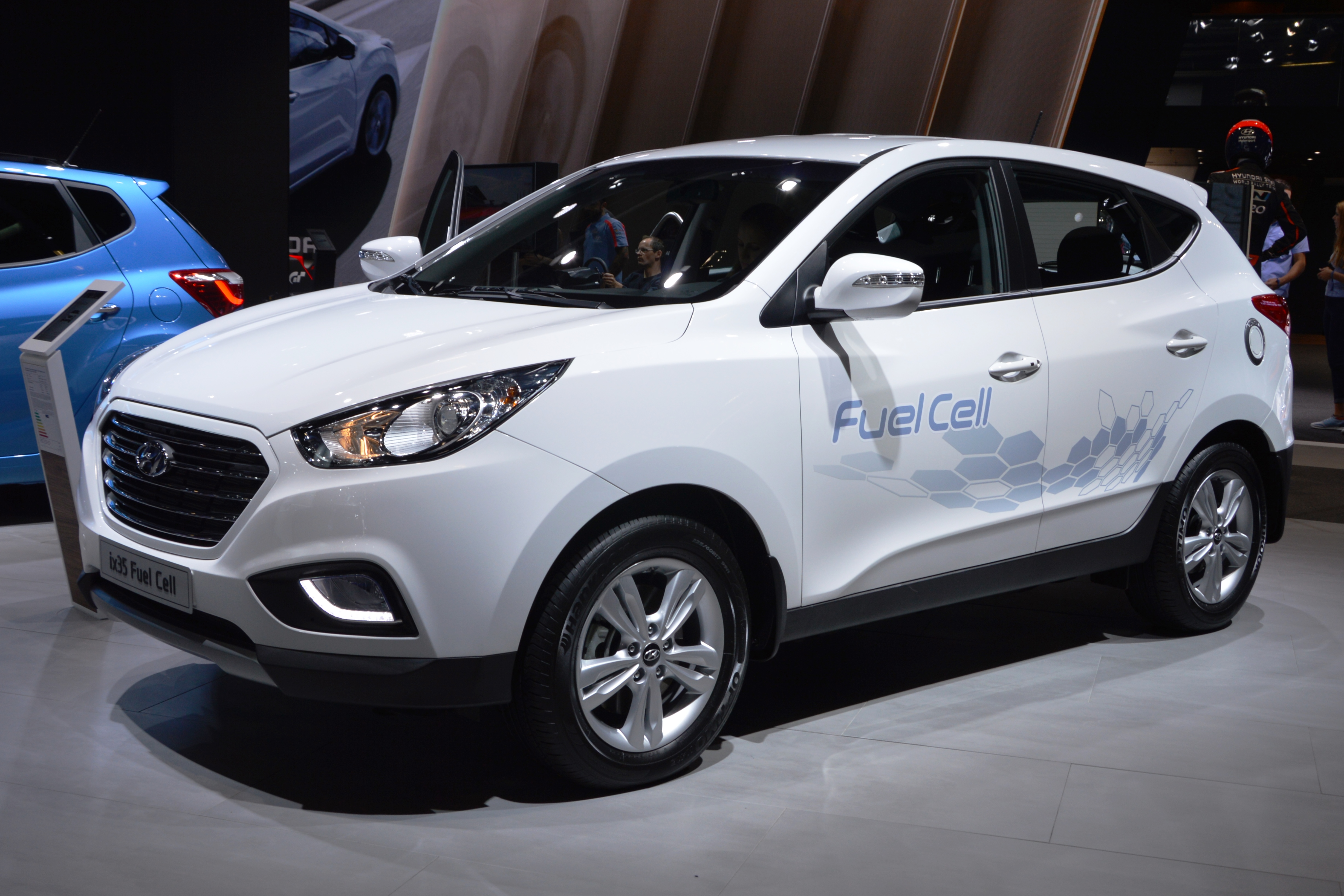
Hyundai ix35 Fuel Cell Electric Vehicle

Voorbeelden van personenwagens zijn de Hyundai ix35 Fuel Cell (bereik: 600 km), de Toyota Mirai (bereik: 502 km) en de Honda Clarity Fuel Cell (bereik: 589 km). In Nederland werden de eerste twee Toyota's Mirai in gebruik genomen door het Ministerie van Infrastructuur en Milieu in januari 2016. Eerder had het ministerie al twee waterstofauto's van Hyundai in gebruik genomen. In Nederland reden in 2017 zo'n 31 waterstofauto's rond, eind 2020 waren 390 waterstofauto's geregistreerd. Ook Renault begeeft zich op de markt van waterstofvoertuigen voor het lichte bedrijfswagensegment.
Het concern Stellantis (Citroën, FIAT, Opel, Peugeot...) maakte in 2025 bekend te stoppen met waterstofvoertuigen, de hetzelfde jaar geplande introductie van nieuwe Pro One-waterstofbestelwagens van deze merken komt er daardoor niet.

### Bussen en touringcars
Als autobussen op waterstof worden ingezet, is dat vooral zinvol om dieselvoertuigen in steden te vervangen, om op de luchtkwaliteit van zoveel mogelijk omwonenden effect te hebben. Er zijn proefprojecten gestart met waterstofbussen. Op 20 november 2019 werd er in Nederland een samenwerkingsovereenkomst voor het rijden met 50 waterstofbussen ondertekend door minister Stientje Van Veldhoven (Milieu en Wonen), gedeputeerde Floor Vermeulen (provincie Zuid-Holland) en gedeputeerde Fleur Gräper (provincie Groningen).
In 2024 ging busbouwer Van Hool failliet, waar als belangrijke oorzaak een verkeerde keuze voor waterstofbussen  werd genoemd, in plaats van de batterij-elektrische bussen die uiteindelijk sneller de markt veroverden.

### Vrachtauto's

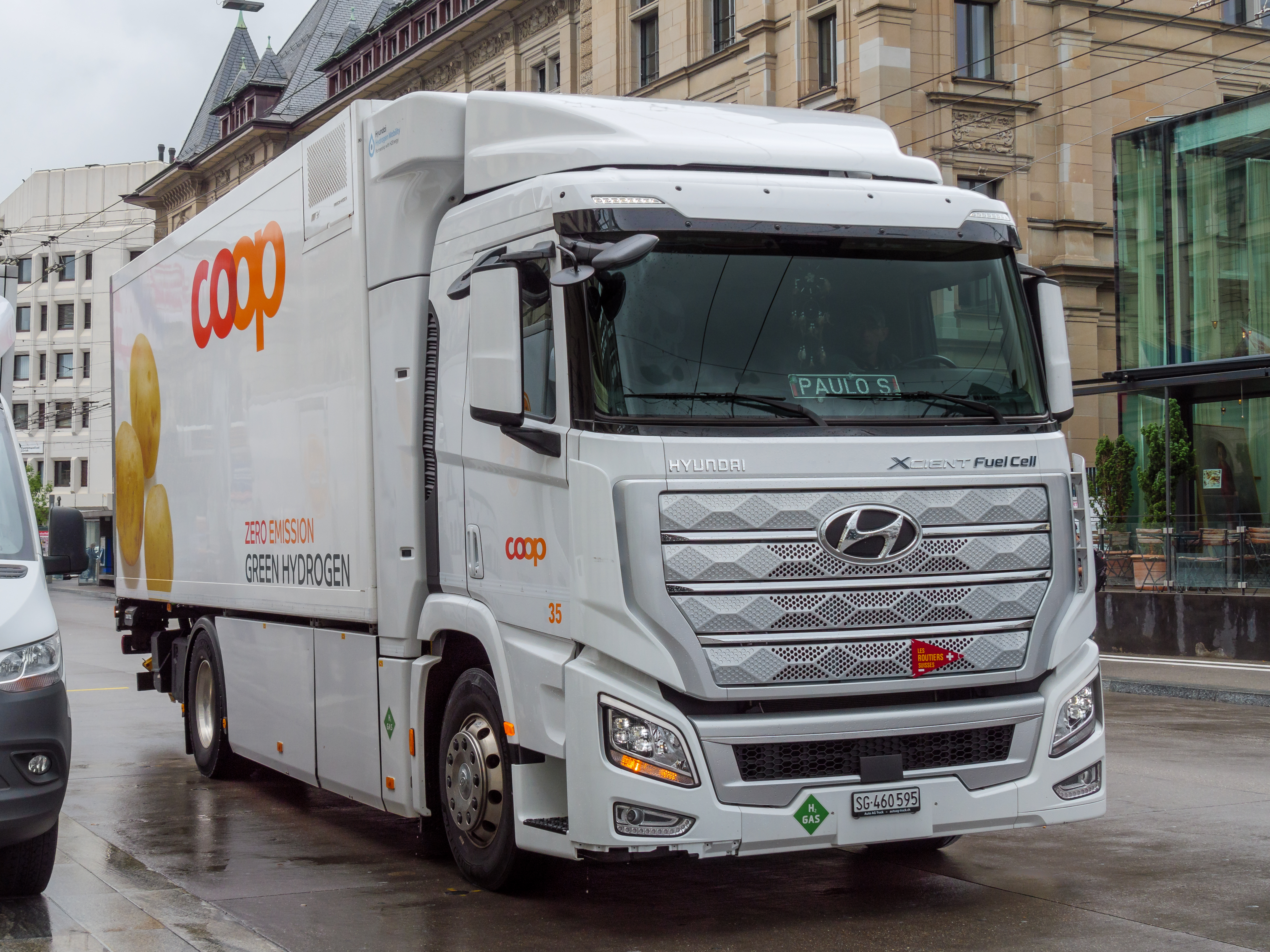
Hyundai Xcient Fuel Cell

De Brabantse voertuigenfabrikant VDL ontwikkelde naast een volledig elektrische truck ook een elektrische truck op basis van een DAF-truck met waterstof range extender. Het voordeel hiervan is de grotere actieradius ten opzichte van elektriciteit uit accu's. De batterij wordt tijdens het rijden bijgeladen met elektriciteit geproduceerd door de brandstofcel.
Het Nederlandse Holthausen Clean Technology maakte in 2020 een samenwerking met het Amerikaanse Hyzon Motors bekend. In Winschoten is een fabriek gebouwd voor waterstoftrucks, de eerste in Europa. In november 2022 werd de samenwerking al weer beëindigd en verkocht Holthausen zijn aandeel in Hyzon Motors Europe aan het Amerikaanse moederbedrijf. Nikola Corporation heeft zich ook op waterstofvrachtwagens gericht, maar na moeizame jaren heeft dit bedrijf in februari 2025 bescherming tegen de schuldeisers aangevraagd bij de Amerikaanse rechter.
In maart 2022 hebben Hyundai en IVECO besloten samen te werken op het gebied van zero-emissie voertuigen. In september 2022 werd eerste bestelwagen, IVECO eDaily Fuel Cell Electric Vehicle, gepresenteerd en in oktober 2023 volgde de IVECO BUS E-WAY H2. In maart 2024 werd de samenwerking uitgebreid naar zware vrachtwagens.

### Treinen

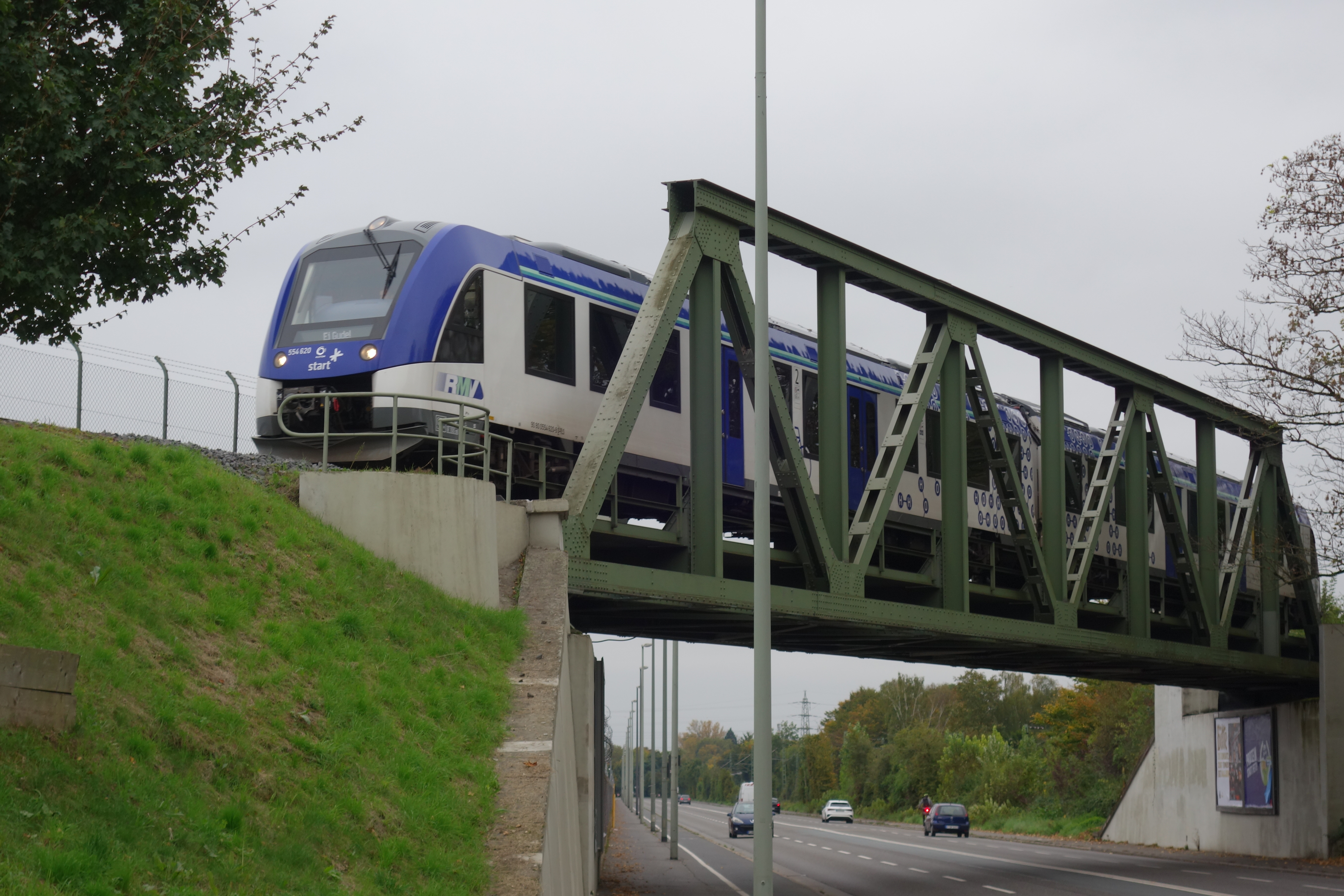
Alstom Coradia iLint

In augustus 2022 zijn de eerste waterstoftreinen ter wereld voor personenvervoer in reguliere dienst genomen. Het gaat om 14 Alstom Coradia iLint-treinen die rijden op de verbinding Cuxhaven - Buxtehude (bij Hamburg), ter vervanging van dieseltreinen. De iLint-treinstellen worden ook ingezet in de regio Frankfurt am Main.
In Nederland werden testritten uitgevoerd met de iLint in een samenwerking van Alstom, Engie, Arriva, ProRail en de provincie Groningen. De test was succesvol waarmee de trein in de treindienst kan worden ingepast.

### Boten

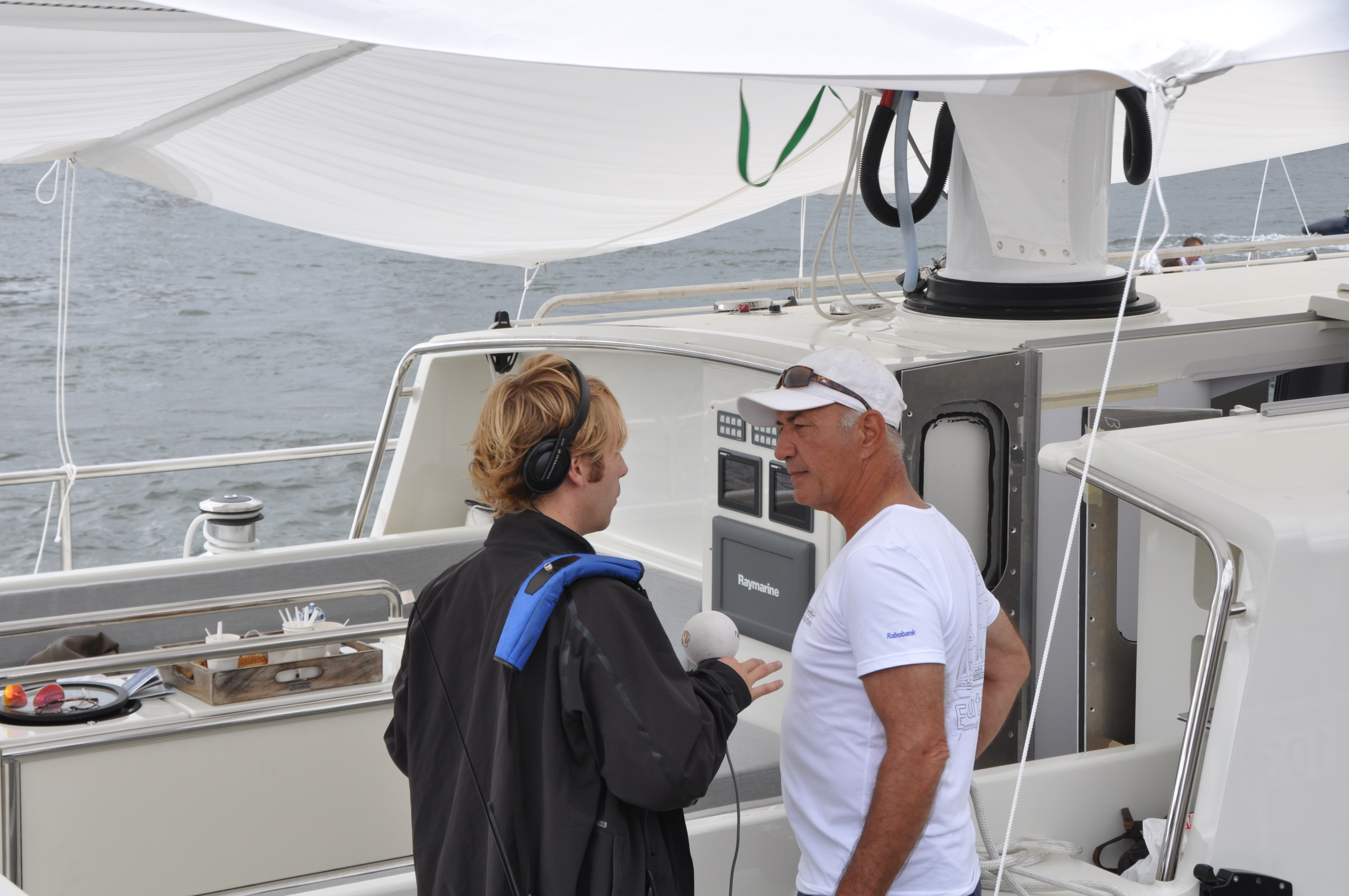
Zeilschip De Ecolution, in 2020 varend op waterstof

In Nederland gaat volgens planning eind 2020 het duurzaamheidsproject-zeiljacht De Ecolution (van ruimtevaarder Wubbo Ockels) op waterstof varen.

## Infrastructuur

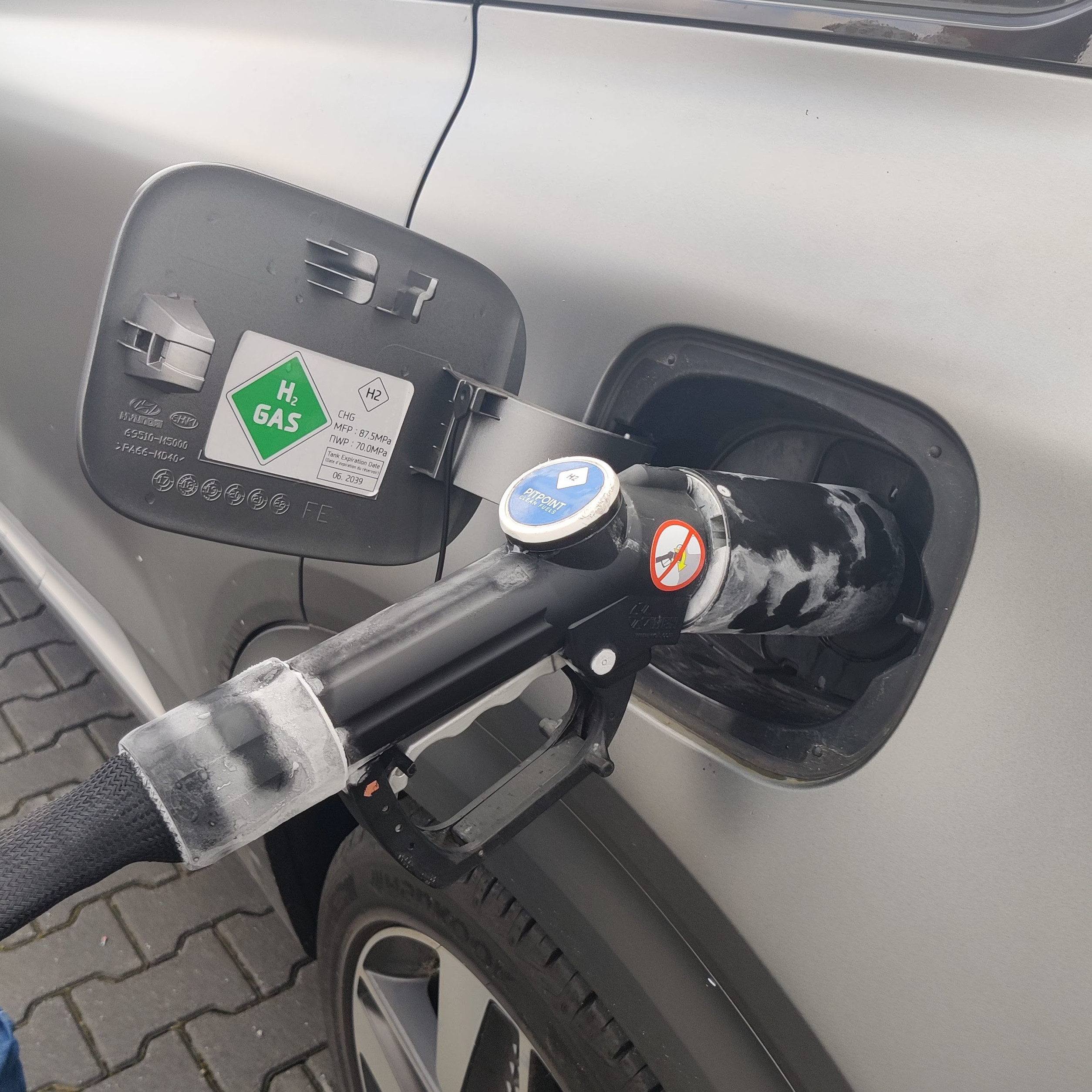
Het bijtanken van een waterstofauto, de Hyundai Nexo. Merk de condensatie op die plaats vind omdat het tankpistool flink afkoelt door het uitzetten van het waterstofgas.

Op 3 september 2014 werd het eerste openbare waterstoftankstation geopend langs de Groene Kruisweg in Rhoon bij Rotterdam. In februari 2025 waren er 24 stations in Nederland.
Waterstoftankstations zijn duur, ongeveer € 1,5 miljoen. Zolang er nog weinig waterstofvoertuigen rondrijden is het niet lonend om veel waterstofstations neer te zetten en zolang er weinig waterstoftankstations zijn is het niet zinnig een waterstofvoertuig aan te schaffen. Een Nederlandse ondernemer ontwikkelt goedkopere waterstofstations.

## Experimentele waterstofvoertuigen

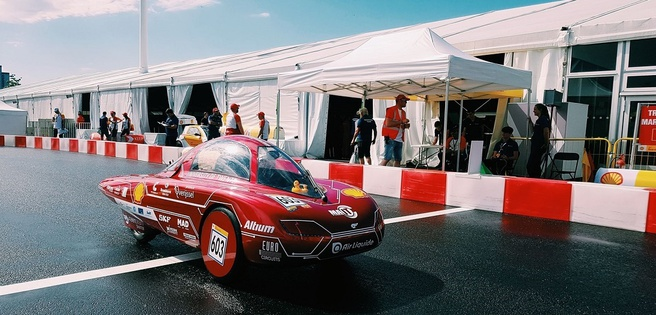
H2Infinity tijdens de Shell Eco Marathon van 2017

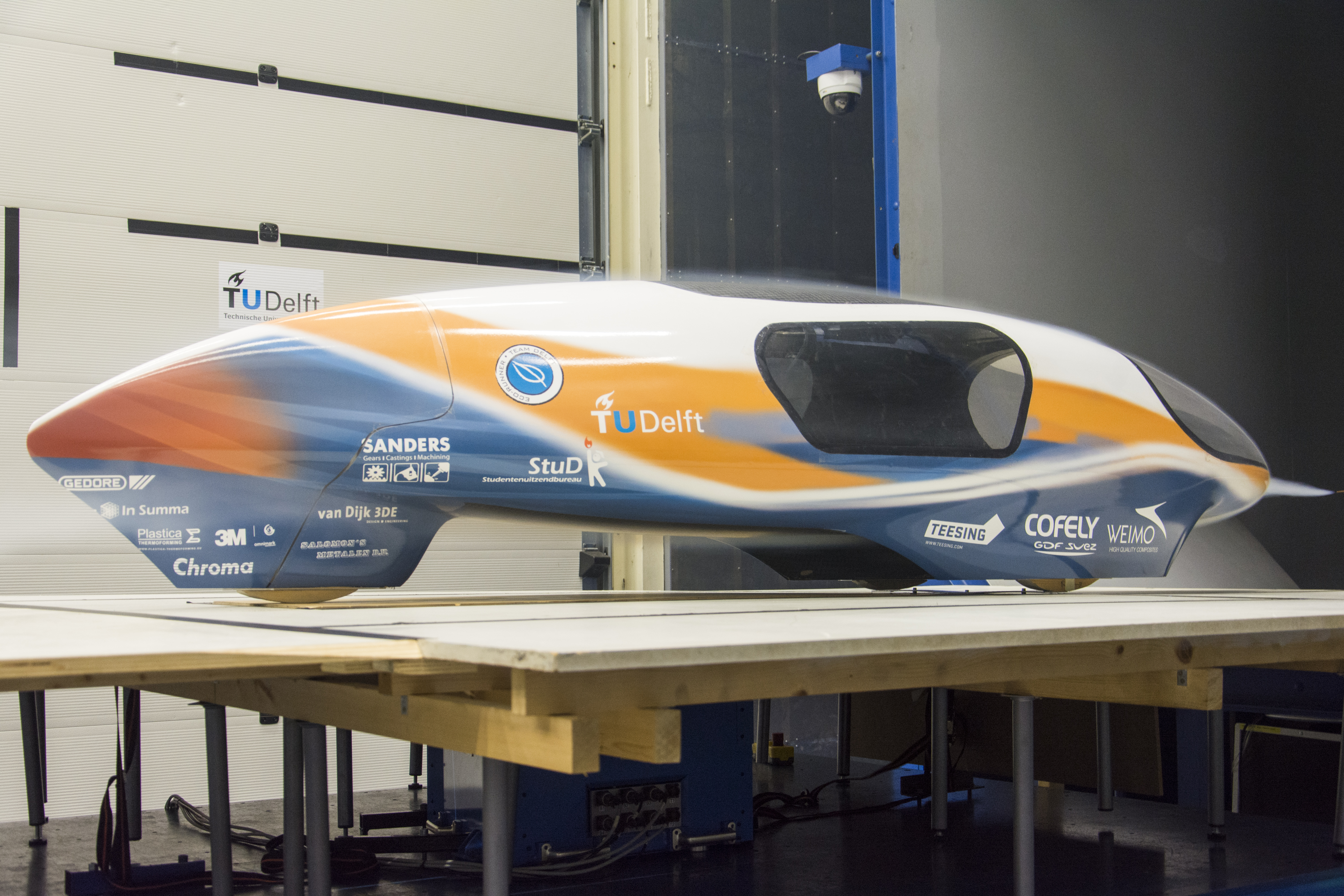
Ecorunner V in de windtunnel van de TU Delft

In 2015 wisten de studenten van de TU Delft de Eco-marathon te winnen. Hun waterstofauto Ecorunner V reed toen 3653 kilometer op het equivalent van 1 liter benzine en had met 0,051 de laagste luchtweerstand ter wereld. De Ecorunner VI had een gewicht van 42,5 kilo en de opvolger, de Ecorunner VII, slechts 34 kilo. Er is plaats voor één persoon.
Twee jaar later, in 2017, wonnen de studenten van Green Team Twente op de Universiteit Twente de Eco-marathon in de categorie Urban Concept. Deze waterstofauto, de H2∞ (H2Infinity), reed toen 845 kilometer op het energie-equivalent van 1 liter benzine, een teamrecord en een nieuw Nederlands record. De H2Infinity kan op de energiehoeveelheid van een reep Snickers drie uur rijden of van Enschede naar Genève rijden met slechts één liter brandstof.
Waar deze twee auto's zich vooral richten op het zo efficiënt mogelijk gebruiken van de waterstof zijn er ook experimentele waterstofauto's waarbij de focus ligt op snelheid. Forze Hydrogen Electric Racing, een raceteam bestaande uit studenten van de TU Delft, heeft sinds 2007 acht waterstof-elektrische racewagens gebouwd. Met een topsnelheid van 210 km/h en een 0-100 km/h acceleratie van zo'n vier seconden kan de auto meekomen met door benzine aangedreven concurrentie. De wagens van het team doen sinds 2017 als enige door waterstof aangedreven voertuig mee aan de Dutch Supercar Challenge.